# Analiza factorială a datelor
Analiza factorială a datelor (în franceză Analyse factorielle des données, în engleză Matrix Data Analysis Chart) este o tehnică matematică complexă care face parte din grupul celor șapte instrumente noi pentru managementul calității, consacrate de japonezi sub denumirea matrix data analysis. Obiectivul utilizării acestui instrument este de a transforma tabele de date numerice, rezultate dintr-o analiză descriptivă a fenomenelor observate, ușor de interpretat prin grafice și care facilitează demersul explicativ al acestor fenomene. Atunci când se compară un grup mare de itemi/factori, complexitatea mare a situației poate face dificilă determinarea modului în care diferiți factori se corelează reciproc. În particular, această tehnică poate fi utilă pentru a evidenția grupe de itemi care se comportă similar.
Metoda facilitează observarea modului în care itemii individuali se corelează atât cu caracteristici majore comune, cât și unii cu alții.
Din categoria analizelor factoriale a datelor cele mai utilizate sunt:
- Analiza componentelor principale (engleză Principal Component Analysis), utilizată în țările anglo-saxone;
- Analiza factorială a corespondențelor (franceză L'analyse factorielle des correspondances), foarte uzitată în Franța, care a fost introdusă de profesorul J. P. Benzécri în 1962.

## Reprezentarea vizuală a corelațiilor multiple
Diagrama analizei factoriale permite să se dea o reprezentare vizuală  a corelațiilor dintre multiple variabile, fiind posibilă vizualizarea pe un plan a ceea ce se întâmplă într-un spațiu cu n dimensiuni.
Reprezentarea obținută conduce la descoperirea (sau nu) a existenței unui model, permițând apropierea unor grupe de variabile și punerea în evidență a eventualelor relații dintre acestea.
Un exemplu de utilizare poate fi următorul: o unitate de producție caută materiale alternative pentru a construi  un carter al cutiei de viteze mai durabil, scop în care compară atributele-cheie ale materialelor disponibile,utilizând ca criterii (factori) costul și durabilitatea.
Un alt exemplu: se efectuează o anchetă asupra mărcilor unui tip de produs și aplicațiilor pentru care același produs este utilzat. După tratarea rezultatelor acestei anchete, pe diagrama analizei factoriale se observă apropierea punctelor care reprezintă unele mărci cu punctele de reprezentare ale unor aplicații ale produsului și deci se vizualizează preferințele utilizatorilor.
Deși metoda analizei factoriale a datelor se numără printre cele șapte instrumente noi (Seven Management and Planning Tools⁠(en)[traduceți]), totuși alți experți o înlocuesc cu Matricea de prioritizare (engleză Prioritization Matrix). Acest instrument este folosit pentru a selecta o listă de itemi în ordinea importanței (priorității) lor.

## Construirea diagramei
Prima etapă constă în identificarea celor mai bune caracteristici sau atribute ale unităților statistice ale populației observate, fiind o sarcină importantă deoarece diferite grupe de măsurări ale caracteristicilor pot conduce la diagrame foarte diferite.
A doua etapă constă în analiza datelor colectate și înscrise în tabele. Tabelul dreptunghiular conține linii care corespund  unităților statistice și coloane care corespund variabilelor, numite caracteristici. Valorile variabilelor pot fi cantitative sau calitative. Pe baza a două variabile calitative se poate defini un tabel de contingență, în care se încrucișează modalitățile celor două variabile: ansamblul de linii corespunde modalităților primei variabile, iar ansamblul de coloane - modalităților celei de-a doua variabile.
Tabelul disjunctiv permite realizarea tabelelor „de corespondență” (sau de „contingență”, „dependență”), care au ca obiect regruparea rezultatelor, analizându-le parametru cu parametru. Atunci când parametrii sunt în număr mai mare de două variabile calitative  se utilizează tabelul lui C. BURT. Acesta este format dintr-o juxtapunere a tabelelor de contingență între variabilele luate două câte două. 
A treia etapă, calcule: metoda de analiză factorială implică să corespundă fiecărei linii a tabelului un punct într-un „nor” (sau „cluster”), sau grup de puncte de date. (De fapt, este vorba de un spațiu cu n dimensiuni  dacă tabelul are n coloane și fiecărui punct îi este afectată o pondere corespunzând celei a liniei reprezentate, valoarea figurând într-o coloană a tabelului, o linie considerată corespunzând proiecției în această dimensiune a vectorului definind linia în cluster).
Aceeași activitate este efectuată pentru coloanele aceluiași tabel. Cei doi clusteri fiind obținuți cu aceleași momente de inerție, se identifică axele principale de inerție (sau axe factoriale): aceștia sunt factorii principali, de unde și denumirea „analiză factorială”.
Etapa a patra: trasarea diagramei: proiecția punctelor unui cluster, urmărind planurile principale de inerție, conduce la o reprezentare a clusterului. Reperarea punctelor aparținând aceluiași parametru permite evidențierea  eventualelor corelații, care apar sub forma unui model, cum ar fi o dreaptă, o curbă, o suprafață etc. 
Formarea clusterilor reali pe diagramă poate evidenția o divergență față de comportarea așteptată și poate impulsiona noi acțiuni. De exemplu, investigarea unui cluster neașteptat, format din diferite tipuri de fibre pentru țesături (acrilice, poliesteri etc.) ar putea arăta că acestea provin de la același fabricant care a dezvoltat procese diferite pentru a obține fibre diferite, însă cu specificații similare.

## Situații de utilizare
Instrumentul analiza factorială a datelor este utilizabil în următoarele situații (exemple care nu sunt exhaustive):
- În situația în care se investighează factori care afectează o serie de itemi diferiți, pentru a determina relațiile comune;
- Se utilizează pentru a determina dacă (sau nu) itemi similari din punct de vedere logic au efecte de factor similare;
- Se utilizează pentru a descoperi grupele de itemi diferiți din punct de vedere logic care au efecte de factor similare.[2]